# Alicia Quiroga
Alicia Quiroga Vásquez (Santiago de Chile, 11 de febrero de 1928-9 de marzo de 2017) fue una actriz chilena de teatro.

## Biografía
Estudió en el Liceo Nº 1 Javiera Carrera, y tras egresar de Humanidades se formó como actriz en el Teatro Experimental de la Universidad de Chile (TEUCH). A fines de la década de 1960 estudió en la Escuela Juilliard de Nueva York. Por esos años tradujo al español el musical rock Viet Rock, que fue dirigido por Víctor Jara en 1969.
Durante su paso por el TEUCH participó en montajes como Doña Rosita la soltera (1954), El sombrero de paja de Italia (1956) y Mama Rosa (1957). En la década de 1960 fue parte del elenco de obras del Instituto de Teatro de la Universidad de Chile como Bertoldo en la corte (1961), Los físicos (1963), El rehén (1967) y Viet Rock (1969).
Participó también en obras como El hombre de La Mancha (1974-1989) —donde interpretó a Aldonza Lorenzo/Dulcinea del Toboso—, Marat/Sade (1966), El jardín de los cerezos (1971), Shirley Valentine (1992) y La ratonera (2002).
Actuó con José Vilar en obras tales como Julieta tuvo un desliz y Juegos de niños, donde tuvo una destacada participación.

## Filmografía

### Cine
- Estado de sitio (1972)
- Autorretrato (1973)

### Televisión
| Nombre                   | Año  | Canal    |
| ------------------------ | ---- | -------- |
| Incomunicados            | 1968 | Canal 13 |
| El loco estero           | 1968 | Canal 13 |
| De cara al mañana        | 1982 | TVN      |
| Bienvenido Hermano Andes | 1982 | Canal 13 |
| Ángel malo               | 1986 | Canal 13 |
| La última cruz           | 1987 | Canal 13 |